# Apacher
Den här artikeln behandlar kulturgruppen apacher, för andra betydelser se Apache

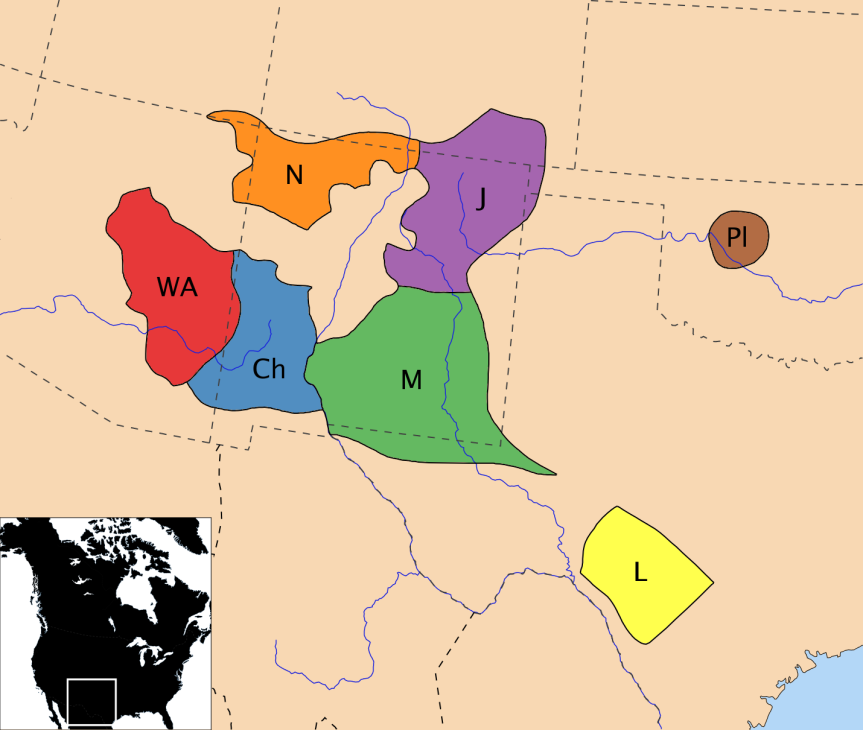
Apacher och navahoers bosättningsområden på 1700-talet: N = Navajo; WA = Västliga apacher; Ch = Chiricahuaapacher; J = Jicarillaapacher; M = Mescaleroapacher; Pl = Prärieapacher; L = Lipanapacher.

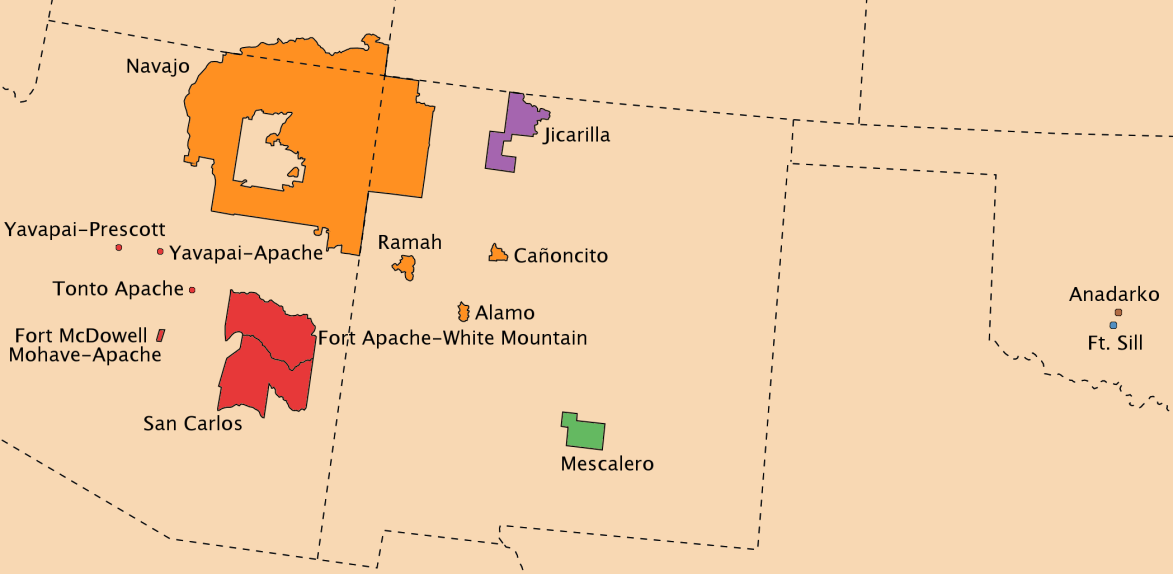
Moderna indianreservat avsatta för apacher och navahoer.

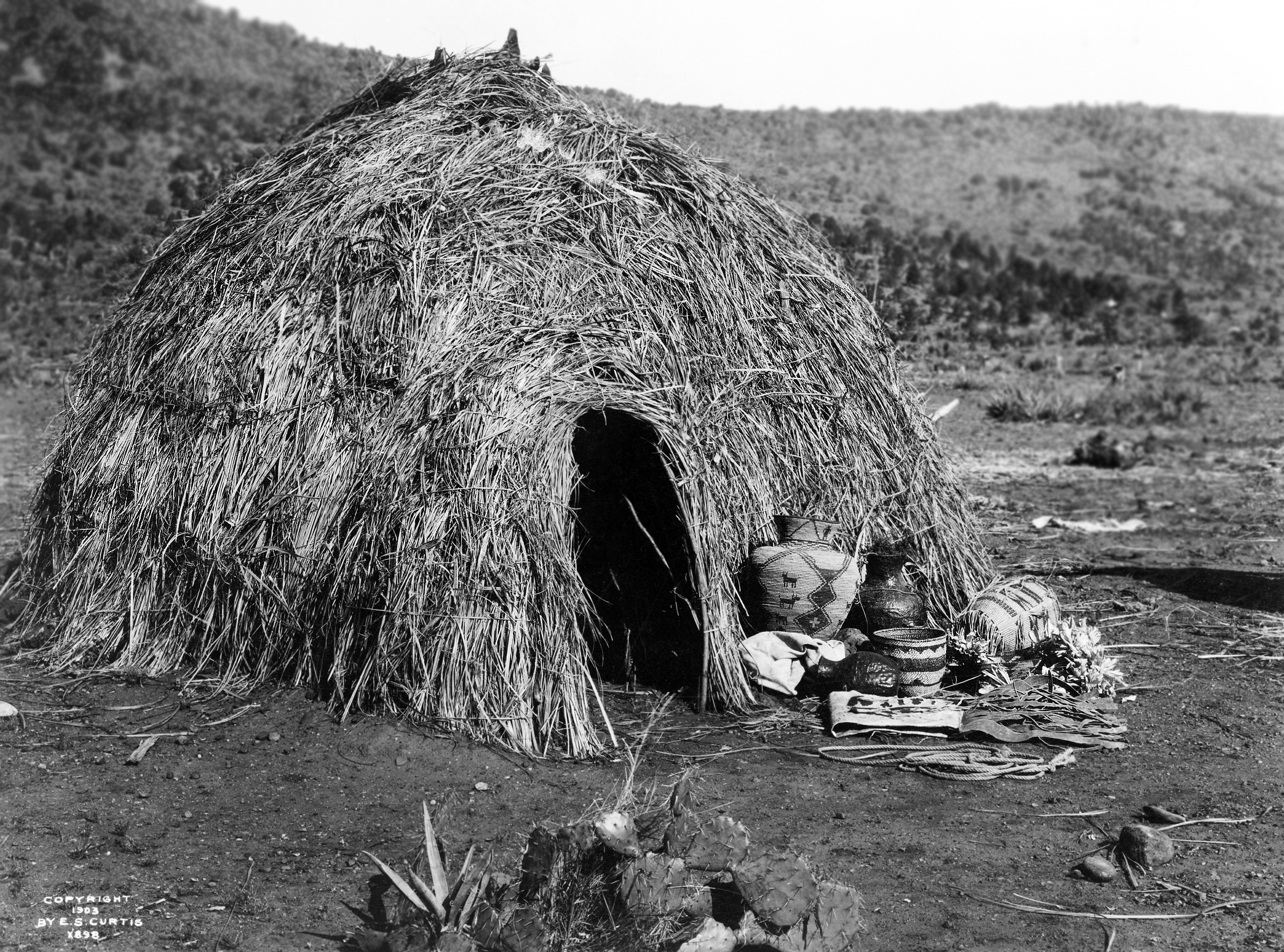
Apachisk wickiup fotograferad 1903.

Apache (från zunispråkets ord för fiende (dock omdiskuterat), som användes för navahoindianerna) är ett kollektivt namn för sex kulturellt likartade urbefolkningsgrupper i Nordamerika, som talar varieteter av ett sydathabaskiskt språk. Nuförtiden omfattar termen inte de språkligt närbesläktade navajoerna.
Tidigare var apacherna bosatta i östra Arizona, större delen av New Mexico, norra Sonora och Chihuahua, sydöstra Colorado, västra Oklahoma och nordvästra Texas. De var ett starkt folk och förde många krig, konstant i fiendskap med de vita. Det slutgiltiga förlusten för apachefolket var 1886, när Chiricahuaapacherna deporterades till Florida och Alabama under militär fångenskap. Nuförtiden bor apacherna framförallt i Arizona, New Mexico och Oklahoma.
Vid folkräkningen 2000 rapporterade 96 833 människor att de räknade sig som helt eller delvis apacher.

## Traditionellt kulturmönster
Den sociala organisationen kännetecknades av storfamiljer med matrilokal bosättning. Varje kärnfamilj hade sin egen bostad, men dessa samlades i grupper av bostäder bebodda av närbesläktade kvinnor och deras män och barn. Ett antal storfamiljer som bodde i samma område och utnyttjade samma naturresurser bildade den lokala gruppen. Ibland kunde hela den lokala gruppen bo tillsammans i en större bosättning - ranchería. Det sociala ledarskapet var svagt utvecklat. Den mest dynamiska manliga familjeöverhuvudet blev ledare för den lokala gruppen, men kunde inte utöva annat inflytande än genom övertalning och exempel. Flera lokala grupper som bodde nära varandra och ibland samarbetade utgjorde ett band med ett särskilt namn. Någon överordnad stamgemenskap fanns inte.
Apacherna livnärde sig som jägare och samlare. Det gjorde också navajoerna innan de blev jordbrukare och boskapsskötare och därmed frångick det apachiska kulturmönstret. Vissa apachegrupper bedrev ett mycket begränsat jordbruk, men det var männens jakt och kvinnornas samlande som alltid var det viktigaste. Bostäderna utgjordes av rishyddor (wickiups) i bergen och tipier på prärien. Religionen hade både prästerliga (genom mödosamt inlärda ritualer) och schamanistiska (genom ritualer uppenbarade i andevisioner) drag. Häxor och häxkonster var mycket fruktade av apacherna.
Apacherna skilde noga både terminologiskt och praktiskt mellan överfall och krig. Den förra företeelsen avsåg att tillägna sig fiendens hästar och byten och konfrontationer skulle undvikas. Den senare avsåg att hämnas dödade apacher genom att möta och döda fiender. Apacherna hade en mycket pragmatisk inställning till militära företag. Det viktigaste var att överleva, inte att visa sig tapper.
Det rådde ett ömsesidigt krigstillstånd mellan apacher och mexikaner sedan början på 1600-talet. De spanska kolonialmyndigheterna samarbetade sedan 1786 med comancherna i kriget mot apacherna. Comancherna deltog från och med 1786 och så länge det spanska väldet varade i spanska utrensningsaktioner mot apacherna i New Mexico. Sista gången en sådan gemensam aktion ägde rum var 1810. Apacherna överföll den bofasta befolkningen och förde bort boskap, mulor och kvinnor. Det som stals i Sonora såldes ofta i Chihuahua och vice versa. Bristen på samordning och gemenskap mellan de bägge nordliga mexikanska provinserna, åtskilda av berg och öknar, var en viktig förutsättning för överfallens omfattning. Med tiden tog de mexikanska myndigheterna till extrema åtgärder. Sonora fastställde 1835 ett pris på 100 silverdollar för en skalp av en vuxen manlig apache, 50 dito för skalpen av en vuxen kvinna och 25 dito för skalpen av ett barn.

## Förteckning över apachefolk
- Västliga apacher
- Chiricahuaapacher
- Jicarillaapacher
- Mescaleroapacher
- Prärieapacher
- Lipanapacher